# Amalia de la Vega
Amalia de la Vega, pseudònim de María Celia Martínez Fernández (Melo, 19 de gener de 1919 - Montevideo, 25 d'agost de 2000), també coneguda com La Calandria Oriental, va ser una cantant i compositora uruguaiana.

## Biografia
Es va destacar com a cantant clàssica i popular. Va conrear un estil molt propi i personal que, a través de les milongues, les cifras, els estils i les vidalitas.
El 1942 va fer el seu debut al ràdio, en les fonoplatees de Radio Carve i Radio El Espectador, acompanyada a piano per la inoblidable Beba Ponce de León. Amalia de la Vega va actuar en escenaris nacionals i internacionals, recorrent moltes vegades Argentina, Brasil i Xile acompanyada per les guitarres criolles que van ser motiu, sempre, d'un gran amor i devoció. Ella mateixa també va saber tocar la guitarra d'oïda, musicalitzant poemes de Tabaré Regulis, de Serafín J. García i de Juana de Ibarbourou.
Va gravar diversos discos de 78 i de 33 rpm en els segells Sondor, Antar, Orfeo i Telefunken. El nombre dels senzills i llarga durada supera llargament el cent, entre els quals es troben: Amalia la nuestra, Mientras fui dichosa, Manos ásperas, El lazo, Poetas nativistas orientales, Mate amargo, Colonia del Sacramento i Juana de América. En uns va ser acompanyada pel mestre Federico García Vigil, en altres pel mestre Walter Alfaro i, gairebé sempre, amb les guitarres de Mario Núñez, Gualberto Freire i Antonio Beltrán Espina .

## El seu pensament respecte a altres artistes de l'època
Amalia va manifestar moltes vegades referint-se als artistes que van influir en la formació del seu cant. Deia: «Per a mi l'única veu és Gardel i la seguirà sent, una meravella. En el meu desvetllament poso la ràdio i sempre l'estic escoltant».
I en una expressió polèmica que potser constitueixi la millor definició de la seva meravellosa forma de cantar, Amalia de la Vega afegia: «El que passa és que hi ha hagut tants imitadors i tanta gent que canta tangos, que una compara, i jo dic, caram, per què fan aquestes coses complicades, per què no escolten a Gardel. Molts diuen que el seu ídol és Gardel, i per què no arriben a aquesta senzillesa?.»

## Com era vista per altres artistes
Segons Atahualpa Yupanqui sobre Amalia de la Vega: «La seva veu era com el so que sembla sorgir des de les entranyes de la mare terra amb l'autenticitat dels grans artistes».
Alfredo Zitarrosa, la considerava com la número 1 de totes les èpoques.

## Discografia
El seu primer enregistrament el fa pel Segell Sondor el 10 de març de l'any 1949 amb la vidalita Cerro Largo (Sondor 5219). Li segueixen una sèrie de discos 78 rpm que després serien reeditats successives vegades, tant en discos de 45 rpm, 33 rpm i CD.

### Editat en 78 rpm
- Cerro Largo / Totora (Sondor 5219. 1949).
- Vidalita / De paseo (Sondor 5354. 1949).
- El zorzal / Las ilusiones (Sondor 15037. 1954).
- El chingolo / Palomita distante (Sondor 15038. 1954).
- Los sesenta granaderos / Flor de ceibo (Sondor 15039. 1954).
- Por un cariño / Mate amargo (Sondor 15040. 1954).
- Poncho castaño / Overo azulejo (RCA 682194. 1954).
- Cantando / Guitarra (RCA 682195. 1954).
- Mi rancho / Mata de arrayán florido (Sondor 5891. 1957).
- Tristeando / Agua y sol del Paraná (Sondor 5892. 1957).
- Lo que quisiera tener / La torcacita (Sondor 5893. 1957).
- Canto del chingolo / Charquito (Sondor 5894.1957).

### Edicions LP
- Amalia de la Vega (Antar FP 33-087).
- El lazo de canciones (Sondor 33016. 1958).
- Amalia de la Vega (Antar PLP 5029. 1963) (editat com "Señora del folclore" en Argentina pel segell Diapasón GL4030).
- Mate amargo (Antar PLP 5042. 1963).
- Amalia la nuestra (Orfeo SULP 90589. 1975).
- Mientras fui dichosa (Orfeo SULP 90604.1976).
- Manos ásperas (Orfeo SULP 90618. 1978).
- Colonia del Sacramento (Orfeo SULP 90622. 1979).
- Juana de América (Orfeo 90628. 1980).
- Poetas nativistas orientales (Orfeo SCO 90674. 1982).

### Reedicions i recopilacions
- Amalia de la Vega (Sondor 45007. 1954).
- Cerro Largo (Sondor 45036. 1955).
- A mi rancho (Sondor SLP 041. 1957).
- Amalia de la Vega (Sondor 3127. 1963).
- Amalia de la Vega (Sondor 3128. 1963).
- El lazo de canciones (Sondor 3016-2. 1997).
- Lo que quisiera tener (Sondor 8262-2. 2006).